# ترایبرگ
ترایبرگ (به انگلیسی: Thrybergh) یک روستا و محله مدنی در بریتانیا است که در کلان‌شهر مستقل راترهام واقع شده‌است. ترایبرگ ۴٬۰۵۸ نفر جمعیت دارد.